# Czesław Centkiewicz
Czesław Jacek Centkiewicz (10. října 1904, Varšava – 10. července 1996, tamtéž) byl polský spisovatel a cestovatel, autor knih pro děti a mládež. Většinu svých děl napsal společně se svou manželkou Alinou Centkiewiczowou.

## Život

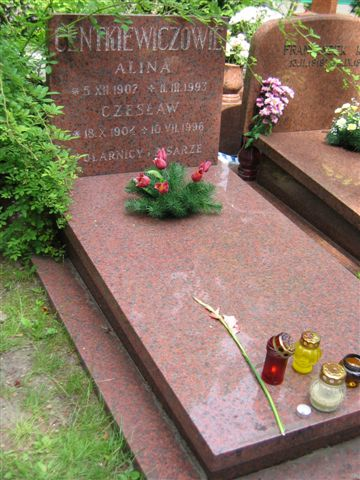
Hrob Aliny a Czesława Centkiewiczových ve Varšavě

Centkiewicz se narodil roku 1904 ve Varšavě jako syn inženýra. Začátkem první světové války byla rodina evakuována do Kyjeva a roku 1916 do Tveru, kde jeho otec pracoval na stavbě Transsibiřské magistrály. V roce 1918 se rodina vrátila do Varšavy. Již od mládí se zajímal o techniku, skautské hnutí, literaturu a o sport. Trénoval aktivně lyžování a atletiku, především vytrvalostní běh, a roku 1925 byl druhý na Mistrovství Polska v přespolním běhu.
Po skončení střední školy začal studovat v letech 1926–1928 elektrotechniku v Grenoblu a roku 1926 poznal na jedné své cestě do Alp svou budoucí manželku Alinu. Své vzdělání pak dokončil v letech 1928–1929 v Lutychu, kde získal titul inženýra. Poté pracoval v několika francouzských vodních elektrárnách, následně v Polsku (například ve Státním meteorologickém institutu a v observatořích v Gdyni a v Helu) a také v Dánském institutu zemského magnetismu v Kodani. Napsal také několik vědeckých prací v oboru radiometeorologie a elektrotechniky.
V letech 1932–1933 vedl první polskou polární expedici, která na Medvědím ostrově zkoumala atmosférické úkazy, polární záři, zemský magnetismus a další jevy. Daleký sever jej natolik uchvátil, že o něm v letech 1934–1939 vydal sedm knih založených na polských a sovětských polárních expedicích.
Po svém návratu pracoval v Ústavu teoretické fyziky na Varšavské univerzitě a v letech 1935–1939 byl vedoucím aerologické observatoře Státního meteorologického ústavu v Legionowu. V roce 1937 vystavoval na Mezinárodní výstavě techniky a umění v Paříži jím navržený a vyrobený přístroj pro zkoumání horních vrstev atmosféry, který byl oceněn zlatou medailí. Obnovil také svou známost s Alinou a roku 1939 s ní uzavřel sňatek.
Během německé okupace působil v Národním institutu vzájemného pojištění a roku 1944 se společně s Alinou zúčastnil Varšavského povstání. Po jeho porážce byli oba posláni do koncentračních táborů, Czesław do Neuengamme u Hamburku a Alina do Ravensbrücku. Oba přežili a po válce se usadili v Jelení Hoře, kde Czesław zastával pozici technického ředitele energetického podniku Dolního Slezska. Po celou dobu pobytu ve městě se oba aktivně podíleli na společenském, kulturním, ale i politickém životě. Czesław byl dokonce členem městské rady. V říjnu roku 1946 se stal členem Polské socialistické strany a v prosinci roku 1948 s ní přešel do Polské sjednocené dělnické strany. Alina se stala členkou této strany roku 1949.
Protože byl Czesław před válkou uznávaným autorem populárních cestopisů, byly po něm neustále požadovány další knihy, na jejichž psaní měl málo času. Alina se proto rozhodla, že mu se psaním pomůže. Prvním jejich společným dílem byl dětský román Odarpi syn Egigwy z roku 1949, po kterém následovalo více než třicet dalších děl. Tak vznikla spisovatelská dvojice Alina a Czesław Centkiewiczovi, která patřila k nejpopulárnějším autorům poválečné polské literatury a jejíž knihy byly přeloženy do téměř dvaceti jazyků.
V roce 1950 Centkiewiczowi přesídlili do Varšavy a Czesław se vrátil k práci ve Státním meteorologickém ústavu v Legionowu. Roku 1958 byl pověřen vedením polské expedice do Antarktidy, na které ho doprovázela i jeho žena. Po této výpravě ukončil svou profesní kariéru a věnoval se zcela literatuře a cestování. Byl rovněž místopředsedou Polského svazu spisovatelů.
Czesław Centkiewicz zemřel ve Varšavě v roce 1996. Byl pochován vedle své manželky Aliny, která zemřela roku 1993. Za své dílo obdržel řadu vyznamenání – například Důstojnický kříž Řádu polského znovuzrození, dvakrát Zlatý kříž za zásluhy, Medaili Národní vzdělávací komise, Řád úsměvu, Cenu ministerstva kultury a další. Roku 2012 obdržel posmrtně čestné občanství města Legionowo.

## Literární dílo

### Samostatně
- Czeluskin (1934, Čeljuskin), kniha o sovětském parníku Čeljuskin, který se potopil v roce 1934 rozdrcený ledy nedaleko ostrova Koljučin v Čukotském moři.
- Wyspa mgieł i wichrów (1934, Ostrov mlh a vichrů), reportáže z průběhu první polské polární expedice na Medvědím ostrově v letech 1932–1933.
- W krainie zorzy polarnej (1936, V zemi polární záře), cestopis.
- Znowu na północy (1936, Opět na severu)
- Anaruk, chłopiec z Grenlandii (1937, Anaruk, chlapec z Grónska), román pro mládež o životě a zvycích původních obyvatel Grónska Inuitech.
- Biała foka (1938, Bílý tuleň), roku 1948 vydáno pod názvem Wśród lodów północy (Mezi severními ledy),
- Loty nad śniegami (1938).

### Společně s manželkou
- Odarpi, syn Egigwy (1949), román pro děti odehrávající se v Grónsku.
- Zdobywcy bieguna północnego (1950, Dobyvatelé severního pólu), román.
- Na podbój Arktyki (1952, Dobývání Arktidy), poutavé vyprávění o dějinách zápasu člověka s přírodou dalekého severu.
- W lodach Eisfiordu (1953)
- Znowu na Wyspie Niedźwiedziej (1954, Opět na Medvědím ostrově)
- Arktyka, kraj przyszłości (1954)
- Bohaterski szturman (1956, Statečný důstojník)
- Na białym szlaku (1956, Bílou cestou), sbírka povídek.
- Pułkownik Orvin mylił się (1959, Plukovník Orwin se mýlil), sbírka povídek.
- Wyspy Mgieł Wichrów (1959)
- Tajemnice szóstego kontynentu (1960, Tajemství šestého kontinentu), sbírka povídek.
- Opowieści spod bieguna (1960, Povídky od pólu), sbírka povídek.
- Kierunek - Antarktyda (1961, Směr – Antarktida), reportáže.
- Fridtjöf, co z ciebie wyrośnie? (1962, Fridtjofe, co z tebe vyroste?), česky jako Veliký Nor, životopisný román o slavném polárním badateli Fridtjofu Nansenovi.
- Zaczarowana zagroda (1963, Začarovaná usedlost)
- Tumbo z Przylądka Dobrej Nadziei (1964, Tumbo z mysu Dobré naděje), dobrodružný román o dvanáctiletém černošském chlapci z Kapského Města, který uprchl z vězení, kam se dostal pro rasovou nenávist, a s norskou lodí se dostává do Antarktidy.
- Czy foka jest biała (1965)
- Piotr w krainie białych niedźwiedzi (1965, Petr v zemi ledních medvědů)
- Człowiek, o którego upomniało się morze (1966, Člověk, na kterého si vzpomnělo moře), česky jako Roald Amundsen
- Okrutny biegun (1969, Nemilosrdný pól)
- Osaczeni wielkim chłodem (1970, Obklíčeni věčným ledem), česky jako V zemi bez stínu, kniha o Grónsku.
- Nie prowadziła ich Gwiazda Polarna (1974, Nevedla je Polárka)
- Tumbo nigdy nie zazna spokoju (1977, Tumbo znovu v nesnázích), pokračování knihy Tumbo z mysu Dobré naděje.

## Filové adaptace
- Na białym szlaku (1963, Bílou cestou), polský film, režie Jaroslaw Brzozowski a Andrzej Wróbel.

## Česká vydání
- Dobývání Arktidy, Mladá fronta, Praha 1958, přeložila Helena Stachová.
- V zemi polární záře, SNDK, Praha 1960, přeložila Helena Stachová, povídky z knihy Bílou cestou.
- Bílou pustinou, Naše vojsko, Praha 1961, přeložila Helena Stachová, společné vydání povídkových knih Bílou cestou a Plukovník Orwin se mýlil.
- Velký Nor, Mladá fronta, Praha 1964, přeložila Helena Stachová.
- Roald Amundsen, Mladá fronta, Praha 1971, přeložila Helena Stachová.
- V zemi bez stínu, Orbis, Praha 1974, přeložila Helena Stachová.
- Tumbo z mysu Dobré naděje, Albatros, Praha 1981, přeložila Helena Stachová.
- Tumbo znovu v nesnázích, Albatros, Praha 1982, přeložila Helena Stachová.